# Karaczany Szwajcarii
Karaczany Szwajcarii – ogół taksonów owadów z rzędu karaczanów (Blattodea) stwierdzonych na terenie Szwajcarii.

## Blaberidae
- Pycnoscelus surinamensis (Linnaeus, 1758)[1] – karaczan surinamski

## Karaczanowate(Blattidae)
- Blatta orientalis Linnaeus, 1758[2] – karaczan wschodni
- Periplaneta americana (Linnaeus, 1758)[3] – przybyszka amerykańska
- Periplaneta australasiae (Fabricius, 1775)[4] – przybyszka australijska

## Prusakowate(Blattellidae)
- Blattella germanica (Linnaeus, 1767)[5] – karaczan prusak
- Capraiellus tamaninii (Galvagni, 1972)[6]
- Ectobius eckerleini Harz, 1977[7]
- Ectobius lapponicus (Linnaeus, 1758)[8] – zadomka polna
- Ectobius lucidus (Hagenbach, 1822)[9]
- Ectobius pallidus (Olivier, 1789)[10]
- Ectobius supramontes Bohn, 2004[11]
- Ectobius sylvestris (Poda, 1761)[12]
- Ectobius ticinus Bohn, 2004[13]
- Ectobius vittiventris (Costa, 1847)[14]
- Phyllodromica maculata (Schreber, 1781) – bezżyłka plamista (doniesienie niepewne)[15]
- Phyllodromica subaptera (Rambur, 1838)[16]
- Supella longipalpa (Fabricius, 1798)[17]